# Zhejiang
Zhejiang (uitspraakⓘ) is een van de 26 provincies van China. De hoofdstad van Zhejiang is Hangzhou.

## Aangrenzende provincies
| Aangrenzende provincies | Aangrenzende provincies | Aangrenzende provincies | Aangrenzende provincies | Aangrenzende provincies |
| ----------------------- | ----------------------- | ----------------------- | ----------------------- | ----------------------- |
|                         |                         | Jiangsu, Shanghai       |                         |                         |
|                         |                         |                         |                         |                         |
| Anhui, Jiangxi          |                         |                         |                         |                         |
|                         |                         |                         |                         |                         |
|                         |                         | Fujian                  |                         |                         |

## Geografie
Zhejiang is genoemd naar de rivier Zhejiang ('jiang' betekent 'rivier'). Zhejiang (kronkelende rivier) is de oude naam van de Qiantang Jiang, zo genoemd omdat de rivier kronkelend door het laagland stroomt en de provinciehoofdstad Hangzhou passeert.
Zhejiang is gelegen aan de Oost-Chinese Zee, ten noorden van de Straat van Taiwan. In het noorden is de provincie begrensd door de rivier de Yangtze, in het westen door de provincie Hunan en in het zuiden door de provincie Fujian.
De provincie is gelegen tussen 30 en 35 graden noorderbreedte. Zhejiang heeft volgens de klassering van Köppen een chinaklimaat (Cw), een gematigd zeeklimaat met droge winters en een temperatuur hoger dan 3 graden Celsius in de koudste maand.
Zhejiang is een van de meest onherbergzame provincies aan de kust. Door de vele bergen is Zhejiang lange tijd een van de minst verstedelijkte kustprovincies van China gebleven. Deze provincie telt dan ook vergeleken met andere kustprovincies een relatief klein aantal grote steden. De weinige grote steden in Zhejiang liggen bijna allemaal aan de kust. Zij zijn een knooppunt van het vervoer van hout uit de bergen. Een grote stad aan de kust is de havenstad Wenzhou.

## Bestuurlijke indeling
De bestuurlijke indeling van Zhejiang ziet er als volgt uit:
|                       |          |        |              |  |  |  |  |
| Nr.                   | Naam     | Hanzi  | Hanyu Pinyin |  |  |  |  |
| Subprovinciale steden |          |        |              |  |  |  |  |
| 1                     | Hangzhou | 杭州市 | Hángzhōu Shì |  |  |  |  |
| 2                     | Ningbo   | 宁波市 | Níngbō Shì   |  |  |  |  |
| Stadsprefecturen      |          |        |              |  |  |  |  |
| 3                     | Huzhou   | 湖州市 | Húzhōu Shì   |  |  |  |  |
| 4                     | Jiaxing  | 嘉兴市 | Jiāxīng Shì  |  |  |  |  |
| 5                     | Jinhua   | 金华市 | Jīnhuá Shì   |  |  |  |  |
| 6                     | Lishui   | 丽水市 | Líshuǐ Shì   |  |  |  |  |
| 7                     | Quzhou   | 衢州市 | Qúzhōu Shì   |  |  |  |  |
| 8                     | Shaoxing | 绍兴市 | Shàoxīng Shì |  |  |  |  |
| 9                     | Taizhou  | 台州市 | Tāizhōu Shì  |  |  |  |  |
| 10                    | Wenzhou  | 温州市 | Wēnzhōu Shì  |  |  |  |  |
| 11                    | Zhoushan | 舟山市 | Zhōushān Shì |  |  |  |  |

## Cultuur
In Zhejiang wordt veel Zhejiangnese Yue-opera gespeeld.

## Religie
In Zhejiang belijdt men meestal de traditionele Chinese godsdienst. Een Chinese godheid die vooral in deze provincie wordt aanbeden is Hu Gong, de vergoddelijking van de persoon Hu Ze die van 963 tot 1039 leefde.

## Geschiedenis en mensen
Door de onherbergzaamheid van het gebied is Zhejiang in het verleden samen met andere zuidelijke provincies een toevluchts- en ballingsoord geweest voor de politieke vluchtelingen en andersdenkenden. In verschillende dynastieën was Zhejiang dan ook een van de laatste regio's die werd veroverd bij het wisselen van de dynastie. Hangzhou, de huidige hoofdstad van de provincie, was tijdens de Song-dynastie de hoofdstad van het Chinese keizerrijk.
Sinds de snelle economische groei begin jaren tachtig is de verstedelijking in een stroomversnelling gekomen. Tegenwoordig woont ongeveer 30% van de inwoners in een van de vele nieuwe steden. Veel boeren uit de bergen laat hun land braak liggen en gaan werken in de textielindustrie, de assemblage en de bouw. Sinds de jaren tachtig is er sprake van ontvolking en ontgroening in het herbergzame binnenland. Desondanks is de verstedelijkingsgraad in deze provincie naar westerse maatstaven laag.
Zhejiang heeft vele beroemde historische figuren voortgebracht. De bekendste zijn wellicht de schrijver Lu Xun en generalissimo Chiang Kai-shek. Beide figuren hebben een belangrijke rol gespeeld in de geschiedenis van de 20e eeuw.
Lu Xun heeft met zijn scherpe observaties en formuleringen in de nadagen van de laatste dynastie (de Qing) veel kritiek geuit op de maatschappij, tradities en misstanden die hij zag. Hij heeft vele generaties schrijvers geïnspireerd, en wordt gezien als de grootste schrijver van China van de 20e eeuw.
Chiang Kai-shek was vanaf het begin betrokken bij de oprichting van de Kwomintang (Nationalistische Partij). Na de dood van partijvoorzitter Sun Yat-sen volgde Chiang hem op als de nieuwe leider van de Nationalisten. Toen de Nationalisten in 1949 op het vasteland verslagen werden door de Communisten, vluchtten zij naar Taiwan en daar bleef Chiang president van de Republiek China.

## Economie
In het verleden was Zhejiang een grondstofarme provincie, voornamelijk afhankelijk van landbouw op de onvruchtbare grond in de bergen en met hier en daar vruchtbare grond in de smalle rivierdalen. Houthandel was naast landbouw het voornaamste bestaansmiddel. Het vervoer van mensen en goederen zoals hout gebeurde voornamelijk over zee. Zo ontstonden er havens die heden ten dage een belangrijke rol spelen in de economische groei van China. De belangrijkste havens zijn Wenzhou, Ningbo en Hangzhou. Alle drie havens waren in de jaren tachtig een van de 14 kustregio's die opengesteld werden voor de buitenlandse investering: Speciale Economische Zones. Deze speciale economische zones waren de eerste groeipotentie van de economie van Zhejiang. In 2016 kwam het tot een fusie van de havens van Ningbo en Zhoushan en werd de haven van Ningbo-Zhoushan van bij aanvang de grootste haven ter wereld uitgedrukt in verscheepte tonnenmaat. Ningbo-Zhoushan slaagde er als eerste haven ter wereld in, in 2017 meer dan een miljard ton te verhandelen.
De opendeurpolitiek van Deng Xiaoping heeft nog een ander effect dan fysieke modernisering. In het verleden zijn heel veel mensen uit deze provincie naar overzeese gebieden vertrokken vanwege politieke vervolging of gebrek aan bestaansmiddelen. Velen van hen zijn als zeelui in West-Europa terechtgekomen. In onder andere Nederland, Spanje en Italië vindt men tegenwoordig grote concentraties van Chinezen uit deze provincie. Door de opendeurpolitiek durfde men nu weer contact op te nemen met hun thuisbasis. Interactie met hun thuisprovincie levert een belangrijke bijdrage aan de huidige economie.

## Steden in de provincie Zhejiang
- Cixi
- Haining
- Hangzhou (hoofdstad)
- Huzhou
- Jiande
- Jiaxing
- Leqing
- Lin'an
- Lishui
- Longquan
- Luoding
- Ningbo
- Quzhou
- Rui'an
- Shengzhou
- Taizhou
- Tongxiang
- Wenling
- Wenzhou
- Yuyao